# Pozwolenie na przywóz lwa
Pozwolenie na przywóz lwa (w późniejszych wydaniach Pierwsza przygoda Pana Samochodzika) – powieść dla młodzieży autorstwa Zbigniewa Nienackiego, wydana po raz pierwszy w 1961 roku. Wraz z powieściami Skarb Atanaryka i Uroczysko została przez autora zaliczona jako prequel do cyklu Pan Samochodzik, opisującego przygody Tomasza, detektywa amatora noszącego to przezwisko.
W 1958 roku Nienacki opublikował w łódzkich „Odgłosach” cykl reportaży. Powieść jest zbeletryzowaną wersją opisanego w reportażu dochodzenia autora na ten temat.

## Chronologia powieści
Chociaż powieść „Pozwolenie na przywóz lwa” wydano rok po „Skarbie Atanaryka”, to niewątpliwie jej akcja toczy się wcześniej. Wynika to z wzmianki zawartej w „Skarbie Atanaryka”, w której narrator porównuje jedną z bohaterek do „aniołów na obrazie Rublowa, którym zachwycałem się niedawno w Zagorsku, w Troicko-Siergiejewskiej Ławrze”.
Według dat które pojawiają się w tekstach „Pozwolenia na przywóz lwa” i „Skarbu Atanaryka” chronologia jest jednak odwrotna. Na samym początku „Pozwolenia na przywóz lwa” autor wymienia datę znalezienia kartki z zapiskiem który zaintrygował bohatera do tego stopnia że wybrał się on w długą podróż. Jest to kwiecień 1960. Wzmianka zawarta w „Skarbie Atanaryka”, w której narrator porównuje jedną z bohaterek do „aniołów na obrazie Rublowa, którym zachwycałem się niedawno w Zagorsku, w Troicko-Siergiejewskiej Ławrze” odnosi się prawdopodobnie do wcześniejszej wizyty Tomasza w Moskwie, o której narrator wspomina w „Pozwoleniu na przywóz lwa”. „Skarb Atanaryka” można precyzyjnie umiejscowić w czasie za pomocą protokół spisanego przez bohaterów, datowanego na 27 czerwca 1958. 
Chronologia nie jest najpilniej przestrzeganym aspektem książek Nienackiego, bowiem Tomasz kończy studia w 1958 („Skarb Atanaryka”), a w „Pozwoleniu...” (1960) nadal studiuje historię sztuki.
Gdy pod koniec życia Zbigniew Nienacki, wraz z wydawnictwem Warmia, włączył do serii Pan Samochodzik wcześniejsze powieści o Tomaszu, pierwotnie nie wzięto pod uwagę Pozwolenia.... Decyzja o tym zapadła dopiero po oddaniu do druku pierwszych tomów, dlatego tom ten nosi w „czarnej serii” numer „zero”. Zmieniono też wtedy tytuł powieści.

## Fabuła
Tomasz, młody dziennikarz, trafia przypadkowo na informację, że do załogi mieszczącego się nad Amurem, na dalekiej Syberii, rosyjskiego grodu Ałbazin w XVII wieku wysłano list „napisany w języku mandżurskim, mongolskim i polskim”. Sprawa ta nie daje mu spokoju i Tomasz postanawia wyruszyć na Syberię, aby wyjaśnić polskie wpływy w czasach podbijania Syberii przez Rosjan. Przed tym, od leśnika poznaje historię złota w Ałbazinie i zbrodni we wsi Kamionki. Na koniec tego spotkania leśnik przekazuje dziennikarzowi plany fortyfikacji Ałbazina i mapę prowadząca do ukrytego złota. 
Po skomplikowanych przygotowaniach i uzyskaniu funduszy oraz absurdalnych, lecz niezbędnych pozwoleń (porównanych do tytułowego „pozwolenia na przywóz lwa”), udaje się do Związku Radzieckiego. Po krótkim pobycie w Moskwie w hotelu „Ukraina”, Tomasz przez Omsk i Chabarowsk dociera w miejsce, gdzie istniał niegdyś Ałbazin. Bohater zwiedza Syberię, a po prześledzeniu perypetii polskiego oficera z XVII wieku, wraca do Polski, gdzie udaje mu się jeszcze rozwiązać zagadkę kryminalną.
W trakcie poszukiwań bohater dowiaduje się, że wspomniany polski oficer nazywał się Nicefor Czernichowski i że przez pewien czas był on przywódcą niewielkiego kozackiego państewka Jaxa. Nie udaje mu się jednak wyjaśnić, jak to możliwe, że Mandżurowie pisali do Polaka noty po polsku. Narrator snuje rozważania, że mogli to sprawić jezuici, w tym Michał Boym.

## Wydania
- I - Nasza Księgarnia, Warszawa 1961
- II - Res Polona, Warszawa 1990, ss. 205
- jako Pierwsza przygoda Pana Samochodzika, Oficyna Wydawnicza „Warmia” Olsztyn b.d.w. ss. 196 ISBN 83-85875-10-7 (książka została wydana między wrześniem 1994 a wiosną 1995. Zob. s. 220 i 223).
- jako Pierwsza przygoda Pana Samochodzika, Wydawnictwo Edipresse-Kolekcje, Warszawa 2016 ss. 330 ISBN 978-83-7989-759-9